# Четвертинское княжество
Четвертинское княжество — удельное вассальное княжество в XIV-XVIII веках в Великом княжестве Литовском (с 1569 года — Речи Посполитой). Включало земли на Волыни с центром в городе Старой Четвертни (ныне село Четвертня в Маневицком районе Волынской области Украина). Находилось во владении рода Четвертинских.

## История
Образовалось вследствие разделения Туровского княжества. К 1388 году князь Александр получил право на участие в городке Четвертня от великого князя Литовского Ягайло или Скиргайло. Его потомки установили совместное управление княжеством, взяв титул князей на Четвертне. Происхождение Александра достоверно неизвестно, однако позже князья Четвертинские утверждали, что они являются потомками великого князя Киевского Святополка Изяславича и, соответственно, происходили Турово-пинской ветви Рюриковичей. В начале XV века усилием князя Юрия Михайловича княжество превратилось в значительное владение Волыни (Луцкий и Владимирский уезды), став одним из центров защиты православия.
В 1488 году из Четвертинского княжества выделились Вышковское и Сокольское княжества. Впрочем, в начале XV века в состав княжества вернулся Вышковский удел. Но вскоре княжество снова разделилось на Четвертинско-Яровицкое, Четвертинско-Боровицкое, Четвертинско-Галужское.
Во 2-й половине XVI века Четвертинско-Галужское княжество распадается на Старочетвертинское (со Старой Четвертней) и Новочетвертинское (Новая Четвертня — теперь село Боровичи), где господствовали соответственно князья Остафий и Яцько Андреевичи. Вскоре после этого фактически потеряло автономное устройство, его обладатели стали обычными королевскими вассалами крупными землевладельцами.
В 1684 году после прекращения линии князей в Новой Четвертине княжество вновь объединилось. Впрочем, после смерти братьев Юрия и Ивана Святополк-Четвертинских в 1722—1728 годах княжество юридически прекратило свое существование.

## Управление
Князья не подлежали местной администрации (уездной или воеводской), только в некоторых вопросах великому князю литовскому или польскому королю. Здесь безраздельно властвовало княжеское право (лат. jus ducale), благодаря чему оно фактически превратилось в государство в государстве. Суверенность землевладения относилась к основополагающим элементам княжеского права. Также правителя Острожского княжества выводили собственные вооруженные отряды (почты) под родовым гербом, а хоругвями Волынского воеводства.

## Экономика
В XV—XVI веках город Четвертня достиг своего наивысшего расцвета: здесь были хорошо отлажены торговля, кузнечное дело, ткачество, бондарство, плотничество. Другой важной отраслью являлось сельское хозяйство, основой организации которого были фольварки. Вместе с тем города княжества не сумели превратиться в значительные торговые центры всей Волыни, хотя пользовались выгодным расположением на путях.

## Князья Четвертинские
- Александр Четвертня
- Иван Александрович Четвертинский
- Юрий Михайлович Четвертинский
- Вацлав Юрьевич Четвертинский
- Андрей Фёдорович Четвертинский
- Иван (Януш) Матвеевич Четвертинский (+ ок. 1570), князь на Четвертне и Яровице.
- Фёдор Иванович Четвертинский (+ после 1576), князь на Четвертне и Боровичах
- Василий Иванович Четвертинский (+ до 1570), князь на Четвертне и Боровичах
- Александр Стефанович Четвертинский (+ 1628), князь на Новой Четвертне
- Стефан Святополк-Четвертинский (1575—1655)